# Tentatives de coup d'État de 1992 au Venezuela
 (mai 2015).
Si vous disposez d'ouvrages ou d'articles de référence ou si vous connaissez des sites web de qualité traitant du thème abordé ici, merci de compléter l'article en donnant les références utiles à sa vérifiabilité et en les liant à la section « Notes et références ».
Deux tentatives de coup d'État ont eu lieu au Venezuela les 4 février et 27 novembre 1992.

## Tentative du 4 février
Une première tentative de coup d'État eut lieu le 4 février 1992. Le Movimiento Bolivariano Revolucionario 200 (MBR-200), dirigé par Hugo Chávez, tenta un coup d'État contre le président Carlos Andrés Pérez accusé de mener une politique contraire aux engagements électoraux et d'avoir engagé l'armée dans une vague de répressions sanglantes qui indignent Chávez (qui prétexta d'ailleurs un arrêt maladie pour ne pas y participer). Le putsch prit pour nom « opération Ezequiel Zamora ».
Cette tentative échoua et Chávez fut emprisonné pendant deux ans.

## Tentative du 27 novembre
Lors de son séjour carcéral, il enregistra une vidéocassette dans laquelle il appelait à l'insurrection. Elle fut diffusée vers 4 heures du matin dans la nuit du 26 au 27 novembre 1992, lors d'un deuxième coup d'État préparé par le MBR-200. La deuxième tentative avorte également, bien que les membres du MBR-200 aient tout de même pris le contrôle du pays pendant quelques minutes.
Lors de cette seconde tentative, deux F-16 loyalistes abattent deux OV-10 Bronco et un Tucano AT-27 rebelles. Deux autres Bronco sont abattus dont un par un missile sol-air RBS 70.
En 1994, Rafael Caldera est élu pour la deuxième fois au Venezuela. Réalisant une de ses promesses politiques faites avant d'être élu, il ordonne la libération de Chávez, qui sera ensuite président de son pays de 1999 à 2013.